# John Bachtell
John Bachtell (Yellow Springs, 26 marzo 1956) è un politico, sindacalista e attivista statunitense, marxista-leninista, presidente del Partito Comunista degli Stati Uniti d'America dal 2014 al 2019.

## Biografia
Bachtell è nato a Yellow Springs in Ohio nel 1956 e ha studiato scienze politiche nella sua città all'Antioch College, laureandosi in giurisprudenza nel 1978. Dall'agosto di quell'anno vive a Chicago, sede del Partito Comunista degli Stati Uniti d'America.
Bachtell ha lavorato come dirigente del Partito Comunista in Illinois ed è stato poi membro del comitato centrale. Per un certo periodo è stato capolista del partito anche a New York.
È stato eletto presidente del Partito Comunista il 15 giugno del 2014 al XXX Congresso del Partito Comunista degli Stati Uniti d'America tenutosi a Chicago è subentrato all'ex segretario Sam Webb. È rimasto in carica fino al 23 giugno 2019 quando al XXXI Congresso gli sono subentrati i co-presidenti Rossana Cambron e Joe Sims, in un cambio di leadership a seguito del centenario della fondazione del partito il 1º maggio.